# Sammlung Scharpff
Die Sammlung Scharpff ist eine Sammlung zeitgenössischer Kunst, die ab den 1960er Jahren von dem Ehepaar Rudolf († 2019) und Ute Scharpff († 2022) aufgebaut wurde. 
Rudolf Scharpff war ein deutscher Betriebswirt und Manager, der sich vor allem als Generalbevollmächtigter und später als persönlich haftender Gesellschafter in der Geschäftsleitung von Freudenberg (1979–1993) einen Namen machte. Zuvor war er rechte Hand des Bosch-Geschäftsführers Hans L. Merkle.
Zunächst lag der Fokus auf den Nouveaux Réalistes, der amerikanischen Graffiti-Malerei und der sozialkritischen amerikanischen Kunst. Später wurde der Schwerpunkt der Sammlung auf Malerei gelegt. Heute umfasst die Sammlung Werkgruppen international renommierter Künstlerinnen und Künstler aus Deutschland (Albert Oehlen, André Butzer, Neo Rauch u. a.), Amerika (Christopher Wool, Julian Schnabel u. a.) und England (Bridget Riley, Glenn Brown, Rebecca Warren).
Seit 2004 wird sie in der zweiten Generation von Carolin Scharpff-Striebich geleitet. Durch ihr Mitwirken entstand das sogenannte ‚offene Depot’, in das die Werke der Sammlung integriert sind. Damit wird fünf deutschen Museen – Hamburger Kunsthalle, Kunstmuseum Stuttgart, Kunstmuseum Bonn, Staatsgalerie Stuttgart und Kunsthalle Mannheim – ermöglicht, mit den Beständen der Sammlung nach eigenen Vorstellungen und Wünschen auf Basis eines Kooperationsvertrages zu arbeiten.

## Ausstellungsübersicht
- 1985: Les Nouveaux Réalistes / Nouveau Réalisme, Kunsthalle Mannheim, anschließend Kunstmuseum Winterthur (Gruppenausstellung mit Werken der Sammlung Scharpff)
- 1987: New York Graffiti. Sammlung Scharpff, Wilhelm-Hack-Museum, Ludwigshafen am Rhein
- 1993: Zeitsprünge. Künstlerische Positionen der 80er Jahre. Wilhelm-Hack-Museum, Ludwigshafen am Rhein
- 1997: Family Values. Amerikanische Kunst der achtziger und neunziger Jahre. Die Sammlung Scharpff in der Galerie der Gegenwart, Hamburger Kunsthalle, Hamburg
- 2003: Heißkalt. Aktuelle Malerei aus der Sammlung Scharpff, Hamburger Kunsthalle, Hamburg
- 2004: Heißkalt. Aktuelle Malerei aus der Sammlung Scharpff, Staatsgalerie Stuttgart
- 2005: Styles und Stile. Aktuelle Malerei aus der Sammlung Scharpff, Goethe-Institut Sofia
- 2011: New York Graffiti aus der Sammlung Scharpff, Kunstmuseum Stuttgart
- 2014: Cool Place. Sammlung Scharpff, Kunstmuseum Stuttgart